# Chalandri
Chalandri (Grieks: Χαλάνδρι) is een gemeente (dimos) in de Griekse bestuurlijke regio (periferia) Attica.